# Lokomotif
Group Lokomotif, tidigare turkisk popgrupp, som grundades 1974, och som har bestått av fem medlemmar, Melis Sökmen (sång), Tansu Atak (†) (gitarr), Mehmet Emin Taşer (sång), Alper Berksu (†) (keyboard), och Ferudun Mete (trummmor). Gruppen är mest känd för sitt framträdande i Eurovision Song Contest 1987 där de tillsammans med Seyyal Taner kom sist utan poäng med låten Şarkım Sevgi Üstüne. Då två av gruppens medlemmar ej längre är i livet, är Lokomotif numera ett musikaliskt projekt för utvecklingshandikappade barn och ungdomar, lett av Ferudun Mete.